# Lycosa maculata
Lycosa maculata är en spindelart som beskrevs av Butt, Anwar och Tahir 2006. Lycosa maculata ingår i släktet Lycosa och familjen vargspindlar.
Artens utbredningsområde är Pakistan. Inga underarter finns listade i Catalogue of Life.